# Casale del Castellaccio (Roma)
Casale del Castellaccio è un'area urbana (piano di zona D4) del Municipio Roma IX (ex Municipio Roma XII) di Roma Capitale, situata nella zona Z. XXVII Torrino.